# زالايغيرزيغي تورنا إغيليت
نادي زالايغيرزيغي تورنا إغيليت (بالفرنسية: Zalaegerszegi Torna Egylet)‏ نادي كرة قدم مجري يلعب في دوري الدرجة الممتازة . تم تأسيس النادي في سنة 1920 .

## وصلات خارجية
- Official website (بالمجرية)
- Unofficial website (بالمجرية)
- Soccerway profile